# Романьєзе
Романьєзе (італ. Romagnese) — муніципалітет в Італії, у регіоні Ломбардія, провінція Павія.
Романьєзе розташоване на відстані близько 420 км на північний захід від Рима, 75 км на південь від Мілана, 45 км на південь від Павії.
Населення — 685 осіб (2014).

## Демографія
Населення за роками:

Станом на 1 січня 2023 року в муніципалітеті офіційно проживали 63 іноземці з 16 країн, серед них 13 громадян країн Євросоюзу та 9 громадян України.

## Сусідні муніципалітети
- Боббіо
- Менконіко
- Пекорара
- Варці
- Цаваттарелло